# Pukatawagan 198
Pukatawagan 198 är ett reservat i Kanada.   Det ligger i provinsen Manitoba, i den centrala delen av landet, 2 100 km nordväst om huvudstaden Ottawa.
I omgivningarna runt Pukatawagan 198 växer i huvudsak barrskog. Trakten runt Pukatawagan 198 är nära nog obefolkad, med mindre än två invånare per kvadratkilometer.